# William Legge (1731-1801)
William Legge, 2de graaf van Dartmouth (20 juni 1731 – Blackheath, 15 juli 1801) was een Britse staatsman die diende als Minister van Koloniale Zaken tussen 1772 en 1775.

## Biografie
William Legge kreeg zijn scholing aan de Westminster School en studeerde aan Trinity College van de Universiteit van Oxford. In 1750 volgde hij zijn grootvader op als graaf van Dartmouth en kreeg vier jaar later een zetel in het Hogerhuis.
In de regering van Charles Watson-Wentworth werd Legge First Lord of Trade en lid van de Privy Council. Tijdens zijn korte periode als First Lord was hij een tegenstander van de Stamp Act en zette hij zich in voor de intrekking van de wet. In 1772 kreeg hij de post van Minister van Koloniale Zaken in de regering van zijn stiefbroer Frederick North.
In tegenstelling tot zijn voorganger op de ministerpost, Wills Hill, stond Legge bekend als een duif ten aanzien van Amerikabeleid in die jaren. Hij verlangde dan ook om soepele maatregelen te nemen ten aanzien van de koloniën. Na het protest van de Boston Tea Party veroordeelde hij samen met andere kabinetsleden de verantwoordelijken hiervoor, maar hij bleef in het kabinet terugschrikken voor maatregelen die zouden leiden tot een mogelijke burgeroorlog.
Legge steunde vervolgens de Intolerable Acts en de Quebec Act, die hij verdedigde tegen een mogelijke intrekking. Hij verwierp verdere voorstellen tot verzoening met de koloniën en riep in 1776 op tot het gebruik van overweldigende macht om de groeiende opstand te onderdrukken. Omdat hij echter niet bereid was een oorlog tegen de kolonisten te voeren, trad hij in november 1775 af als minister, maar bleef tot 1782 in het kabinet als Lord Privy Seal om North te steunen.

## Dartmouth College
Legge steunde het werk van de dominee Eleazar Wheelock voor het stichten van een school waar hij de Inheemse Amerikanen kon scholen. Deze school groeide op termijn uit tot Dartmouth College, die vernoemd was naar Legge.